# Horst Posdorf
Horst Eckart Alwin Posdorf (ur. 8 lutego 1948 w Dornum, zm. 12 października 2017) – niemiecki polityk, matematyk, profesor, poseł do Parlamentu Europejskiego VI kadencji.

## Życiorys
W 1966 ukończył szkołę średnią, odbył służbę wojskową, następnie studiował do 1974 matematykę i fizykę na Ruhr-Universität w Bochum. Uzyskał stopień doktora. Jako nauczyciel i wykładowca akademicki był zawodowo związany z Ruhr-Universität Bochum, a także szkołami w Dortmundzie. W 1981 został profesorem matematyki w Fachhochschule Dortmund.
Zaangażowany w działalność Unii Chrześcijańsko-Demokratycznej. W latach 1985–2000 był posłem w landtagu Nadrenii Północnej-Westfalii. W 2000 powrócił do pracy naukowej.
W 2005 z ramienia CDU objął wakujący mandat deputowanego do Parlamentu Europejskiego. Był członkiem grupy chadeckiej, pracował m.in. w Komisji Rozwoju. W PE zasiadał do 2009.